# Маскулизам
Маскулизам или маскулинизам је заступање права или потреба мушкараца и дечака, придржавање или промоција мишљења, вредности и ставова који се сматрају типични за мушкарце и дечаке.

## Правци
Филозоф Ferrell Christensen разликује термине "маскулизам" и "маскулинизам"; он дефинише овај други као промоцију атрибута мушкости.
Политички научник Georgia Duerst-Lahti такође разликује ове термине, па са маскулизмом више повезује ране фазе борбе за равноправност покрета за мушка права, док маскулинизам више повезује са патријархатом и његовом идеологијом.
Christensen прави разлику између "прогресивног маскулизма" и "екстремистичке верзије". Први прихвата неке друштвене промене које промовише феминизам, мада многе промене уведене за смањење сексизма против жена види као повећање сексизма против (дискриминације) мушкараца. Овај други, по аутору, промовише надмоћ мушкараца и генерално веровање у инфериорност жена. Nicholas Davidson, у својој књизи The Failure of Feminism, описује екстремистичку верзију маскулизма коју је назвао "виризам". Према овом аутору, ова верзија тврди да "оно што смета друштву је феминизација, и да напредовање друштва захтева да се утицај женских вредности смањи, а утицај мушких повећа"
Дакле постоје две струје, десна и лева:
1. традиционалистички маскулизам заговарају активисти оријентисани на традиционалну, патријархалну породицу, и подршку имају у неоконзервативним партијама
2. прогресивни маскулизам, близак феминизму једнакости, који равноправност полова посматра као једнакост, тј. подједнако учешће оба пола у обавезама и правима у оквиру породице.